# Diego de Sterlich Aliprandi
Diego de Sterlich Aliprandi (Castellammare Adriatico, 13 agosto 1898 – Teramo, 30 agosto 1976) è stato un pilota automobilistico e imprenditore italiano.
Appartenente a una famiglia nobile abruzzese di lunga tradizione, incarnava la tipica figura del gentiluomo dalla personalità bizzarra e fantasiosa. Fu uno dei più forti piloti automobilistici nelle competizioni in salita locali e nazionali e nelle cronoscalate conseguì i più importanti risultati agonistici. Per la sua abilità venne soprannominato il Re della Montagna, o anche il Marchese Volante.

## Biografia

### La famiglia ed i primi anni
Nacque terzogenito di Adolfo, marchese di Cermignano (a sua volta nato a Napoli il 27 settembre 1849 e quindi quarantanovenne alla nascita di Diego), e di Anna Henrici, che vivevano a Penne.  La famiglia de Sterlich sembra essere di origine austriaca, legata alla casa regnante d'Austria e giunta a Napoli all'inizio del XVI secolo. È presente dal secolo successivo nell'Abruzzo teramano, ove detiene la signoria su Scorrano e Cermignano. Tramite il possesso di Scorrano, i de Sterlich possono essere collegati ai signori di Scorrano, feudatari di questo piccolo borgo dal XII secolo e poi, in qualche modo, estinti nei de Sterlich. Alla famiglia, insignita nel 1706 del titolo di marchese di Cermignano, appartenne lo studioso illuminista Romualdo.
I primi anni di vita di Diego furono funestati da gravi lutti, perché egli perdette tre sorelline. Fu poi adottato dallo zio barone Diego Aliprandi (Penne, 1819 - 1910), sindaco di Penne e deputato , ultimo discendente del ramo abruzzese di un'antica famiglia lombarda, scesa in Abruzzo nel XVI secolo.  Il barone Aliprandi, che aveva sposato la prozia paterna di Diego, Caterina sorella minore del nonno Luigi, aveva perso in pochi anni tutti i quattro figli.
Il giovane Diego divenne quindi unico erede dei beni sia della sua famiglia di origine sia di quella adottiva, sparsi tra la provincia di Teramo (tra i quali parte di Castellammare Adriatico, parte di Spoltore, parte di Castilenti con l'intero borgo di Villa San Romualdo, l'intera Cermignano, l'intero territorio di Scorrano e Montegualtieri, parte di Penne, parte di Atri, parte di Mosciano Sant'Angelo) e quella di Chieti, oltre a alcune proprietà nell'aquilano (riferibili alla parentela tra i marchesi De Sterlich e i conti Alfieri di Poggio Picenze) e nel Lazio. Tra le proprietà vi erano numerosi immobili di pregio tra cui il palazzo Aliprandi a Penne, la torre di Montegualtieri, i palazzi de Sterlich a Cermignano e Castilenti, il castello Aliprandi a Nocciano, la Torre di Cerrano, il Convento di Santa Maria di Monte Oliveto di Castilenti, un palazzo a Chieti, un palazzo nel quartiere Salario a Roma e un palazzo a Napoli.
Diego si sposò giovanissimo, nel 1916, con Dirce Cassini (originaria di Mortara, dove nacque il 10 aprile 1897), con un matrimonio combinato. Da questo matrimonio nacque nel 1920 un maschio, Adolfo, la cui morte nell'anno seguente costituì un evento che sconvolse la vita di Diego, poco più che ventenne.  
Il nonno Adolfo morì un paio di settimane dopo, colpito da trombosi. Il poeta Luigi Polacchi, già fidanzato della moglie, dedicò una poesia al bambino, Epicedio per il bimbo della donna che non fu mia, secondo la quale i coniugi de Sterlich, dopo la morte del bimbo, in preda alla disperazione, sarebbero fuggiti a folle velocità su un'auto da corsa..  Diego iniziò a condurre una vita sregolata, dedicandosi in maniera sfrenata alla passione per le donne e per le corse dei cavalli, che abbandonò presto per l'automobilismo. La nuova vita, che lo conduceva spessissimo lontano da Penne, si ripercosse pesantemente sul matrimonio, e qualche anno dopo si separò dalla moglie.  Nel mondo dell'automobile iniziò anche occuparsi di imprese finanziarie che, insieme alla grande generosità che lo contraddistingueva, e ad un sostanziale disinteresse per la gestione del proprio ragguardevole patrimonio, lo portarono a in breve a sperperarlo completamente.

### La passione sportiva e i successi

Diego de Sterlich Aliprandi vincitore della Trento-Bondone 1928

L'esordio di De Sterlich nelle corse automobilistiche avvenne nel Gran Premio Vetturette di Brescia del 1923, dove il venticinquenne pilota gareggiò con una Bugatti.  Iniziò poi a condurre le Diatto, nella cui squadra corse era attivo come pilota e progettista  Alfieri Maserati; nacque così un rapporto molto importante per ambedue i protagonisti che indusse de Sterlich a condurre di preferenza, dal 1927, auto Maserati.
Nel corso della sua carriera de Sterlich si aggiudicò alcune impegnative corse in salita a cronometro, affermandosi come uno specialista di queste competizioni, vincendone diverse e battendo anche piloti importanti come Tazio Nuvolari (nella Vittorio Veneto-Cansiglio del 1926), Enzo Ferrari e Mario Tadini (nella Castel di Lama - Ascoli Piceno del 1930). 
Competizioni disputate:
1923
- 29 giugno, Gran Premio delle Vetturette (Brescia) su Bugatti Type 22; non classificato (quarto arrivato, ma fuori tempo massimo)[12].
- 29 luglio, IV Aosta-Gran San Bernardo su Bugatti 2000; secondo classificato[13].
- (data sconosciuta) VIII Susa-Moncenisio[senza fonte].
- 25 novembre, III Circuito del Garda su Bugatti; ritirato[14].

1924
- 13 aprile, I Circuito del Tigullio, Bugatti 22; terzo classificato[15]
- 27 luglio, V Aosta-Gran San Bernardo su Bugatti; terzo  classificato[16].
- 9 novembre, IV Circuito del Garda, Bugatti 30; ritirato[17].

1925
- (data sconosciuta), II Terni - Passo della Somma su Diatto 20 S; primo classificato[18][19].
- 10 maggio, Sorrento - S. Agata su Diatto/Hispano 5900; terzo classificato[20][21];
- 5 luglio, IX Susa-Moncenisio su Diatto/Hispano 5900; primo classificato[21][22];
- 26 luglio, VI Aosta-Gran San Bernardo su Diatto/Hispano 5900; primo classificato[21][22];
- 16 agosto, Coppa del Montenero su Diatto/Hispano 5900, quarto classificato (terzo nella categoria)[21][23][24];
- 23 agosto, Coppa delle Colline Pistoiesi su Diatto/Hispano 5900, secondo classificato[21]
- 27 dicembre, I Coppa di Natale, su Diatto/Hispano 5900, primo classificato[25][21].

1926
- 25 aprile, XVII Targa Florio su Diatto/Hispano 5900; ritirato[21]
- 9 maggio, Sorrento - Sant'Agata, su Diatto/Hispano 5900; primo classificato[21][26].
- 30 maggio, III Coppa della Perugina su Diatto/Hispano 5900; ritirato[21]
- 13 giugno, III Terni - Passo della Somma su Diatto/Hispano 5900; primo classificato[21]
- 3 luglio, Vittorio Veneto-Cansiglio su Bugatti; primo classificato[21];
- 17 ottobre, Tolentino - Colle di Paterno su Diatto/Hispano 5900;[21]

1927
- 31 maggio, IV Coppa della Perugina su Maserati; ritirato[27]
- 10 luglio, IV Terni - Passo della Somma su Maserati; secondo classificato (primo nella categoria)[28]
- 12 giugno, III Gran Premio Reale di Roma su Maserati 26B; nono classificato[29]
- 3 luglio, IV Cronoscalata Vittorio Veneto-Cansiglio su Maserati; primo classificato[30];
- 6 agosto, Coppa Acerbo su Maserati 26B; ritirato[31]
- 18 settembre, IV Trento-Bondone (18 settembre) su Maserati 26B, primo classificato[32]
- 2 ottobre, Vermicino - Rocca di Papa (Coppa Leonardi) su Maserati; primo classificato[33][34].

1928
- 6 maggio, XIX Targa Florio su Maserati 26 B; fuori tempo massimo[35]
- 10 giugno, IV Gran Premio Reale di Roma su Maserati 26B; ritirato[36][37]

1929
- (data sconosciuta), Chilometro lanciato a Saint Moritz[38]
- (data sconosciuta), Corsa in salita del Klausen su Maserati, primo classificato categoria "auto da corsa fino a 2000cc".[39]
- 9 giugno, Circuito Automobilistico del Mugello su Maserati 26B, quattordicesimo classificato[40][41]
- 14 aprile, Gran Premio di Monaco su Maserati 26B, ritirato[42][43]

1930
- 11 maggio, Castel di Lama - Ascoli Piceno, su Alfa Romeo; vincitore[senza fonte].

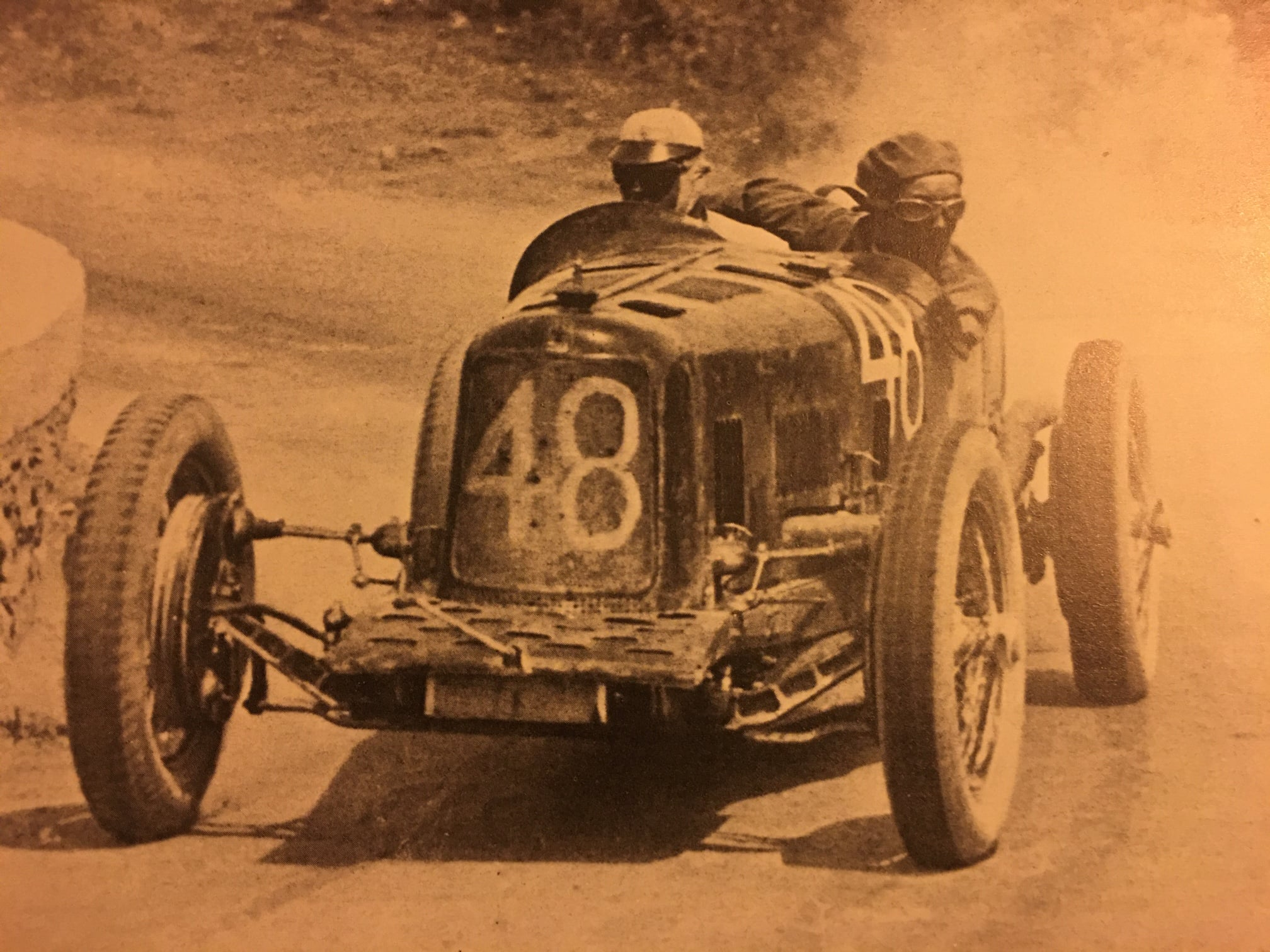
Targa Florio, 6 maggio 1928, de Sterlich e Bortolini su Maserati 26B

In ambito automobilistico de Sterlich fu attivo anche come organizzatore ed imprenditore. Iniziò nel 1924, acquistando cento azioni della Società SIAS impegnata nella costruzione dell'Autodromo di Monza; sempre nel 1924 fu tra i soci fondatori dell'Automobile Club d'Abruzzo, e nel mese di giugno, insieme ad alcuni amici appassionati di automobilismo, organizzò la Coppa Acerbo, competizione di velocità che si svolgeva a Pescara, alla cui prima edizione aderirono i più famosi piloti del momento.
Ma l'intervento più importante nel mondo delle corse fu il sostegno dato ai fratelli Maserati per la nascita della loro casa. Nel 1925, infatti, il ritiro della Diatto dalle competizioni spinse de Sterlich ad acquistare dieci telai, che fece avere ad Alfieri Maserati, allora suo compagno di scuderia nella Diatto.  Fu questo l'atto di nascita della Scuderia Maserati.  Sembra che, per sostenere questo intervento, de Sterlich vendette 300 ettari di terreno (l'aiuto economico verrà ripetuto per altre due volte). Il marchese ispirò poi anche il logo della famosa casa automobilistica, suggerendo di utilizzare il tridente della statua di Nettuno della fontana di piazza Maggiore di Bologna. Da quel momento de Sterlich guidò molto in gara auto Maserati, modello 26, del quale acquistò nel tempo 4 esemplari: una tipo 26, due tipo 26B ed una tipo 26BMM.

### Il ritiro dalle corse, la povertà e gli ultimi anni
Dopo il 1930 de Sterliche non partecipò più a gare automobilistiche.  Le ragioni del distacco dal mondo delle competizioni sono da ricercarsi principalmente nelle conseguenze della disinvolta gestione del proprio patrimonio, che si era drasticamente ridotto e non gli consentiva più di sostenere le spese necessarie. In dieci anni era riuscito a dilapidare una fortuna che sembrava essere inesauribile. Da quel momento le necessità della vita lo costrinsero via via a disfarsi di tutto ciò che gli restava, da antiche collezioni d'arte a palazzi e costruzioni, tra le quali la Torre di Cerrano, spesso affidandosi a persone le quali conducevano le transazioni in maniera disinvolta, approfittando del fatto che il marchese stesso ignorava la consistenza dei suoi averi.
Nel 1934 lasciò il suo Palazzo Aliprandi di Penne al comune, per farne la sede della Scuola Tecnica (si sarebbe trattato di una vendita mascherata da donazione) con l'impegno di intitolarla al padre Adolfo, anche se successivamente la stessa venne intestata a Guglielmo Marconi.
Dopo la guerra, la sopraggiunta povertà lo spinge ad avvicinarsi a Teramo, dove conobbe Vecla Fumo, proprietaria di uno dei locali più importanti della città (il Caffè Fumo), che sposò in seconde nozze nel 1948. Gli ultimi anni trascorsero in condizioni di estrema difficoltà economica, vissuta tuttavia con grande dignità, in linea con il suo stile.
Il 30 settembre 1958 adottò Guido Verrocchio (1920-1998), figlio di Antonietta Castagna, persona cara al Marchese (si presume fosse un figlio illegittimo avuto in giovane età e riconosciuto solo più tardi). L'art. 42 dell'Ordinamento dello Stato Nobiliare Italiano, approvato con R.D. 7 giugno 1943, n. 651 afferma che i figli adottivi non succedono nei diritti nobiliari dell'adottante e inoltre tale atto giuridico sarebbe avvenuto in epoca repubblicana quando i titoli nobiliari non sono più legalmente riconosciuti.
Nel 1966 cedette, tra le ultime cose importanti rimastegli, i documenti che ricordavano la sua carriera automobilistica (che egli chiamava i suoi "figli di carta").
Nell'anno della morte si trovava presso la Casa di Riposo "De Benedictis" di Teramo, dove si era trasferito anche per non essere d'intralcio alla moglie, che era pure alle prese con problemi di salute. Qui morì credendo di essere poverissimo il 30 agosto 1976 all'età di 78 anni. Di lui, insieme alla vita avventurosa, viene ricordata la grande generosità che lo spinse a intraprendere iniziative finanziariamente molto impegnative, ma anche di carattere puramente filantropico.

### Il figlio adottivo
Alla morte del marchese, divenne suo erede il figlio adottivo Guido Verrocchio de Sterlich Aliprandi, nato a Montesilvano il 15 maggio 1920 e deceduto a Pescara il 28 maggio 1998. Inizialmente fu riconosciuto figlio di Antonio Verrocchio e di Mariannina Marinelli, ma successivamente venne accertato essere figlio naturale di Diego de Sterlich Aliprandi e di Antonietta Castagna. Guido Verrocchio de Sterlich Aliprandi ricevette in eredità gli unici beni dei quali il marchese non si era mai disfatto, la chiesa patrizia inclusa nel palazzo Aliprandi e la torre di Montegualtieri di Cermignano.
E molte proprietà ignote pure al marchese, vista la grande mole di possedimenti mai verificati durante la sua vita.
Guido Verrocchio de Sterlich Aliprandi con i lasciti del padre visse una vita agiata, frequentando tutta la nobiltà dell’epoca.
Ebbe cinque figli di cui due da Anna Discepoli, uno da Carmelina Sarsale ed infine gli ultimi due nati dal suo unico matrimonio con Gianfranca Barboni.